# Іван Колос
Колос Іван (*11 вересня 1911, Шандрово – †1996) — український поет. Справжнє ім'я та прізвище — Іван Васильович Кошан.

## Життєпис
Народився 11 вересня 1911 р. в селянській родині у с. Шандрово (тепер Олександрівка) Хустського району на Закарпатті. Закінчив Берегівську гімназію (1931), навчався в Карловому й Українському вільному університетах. Відбув військову службу, учителював на Закарпатті. Після окупації Чехословаччини переїхав до Північної Чехії і виявився ізольованим від літературного життя. У 1996 р. помер.

## Творчий доробок
Автор збірки віршів «Молоді мої дні» (1938). Збірка удостоєна третьої нагороди на щорічному конкурсі «Товариства українських письменників і журналістів» (1938).